# Jupiaba mucronata
Jupiaba mucronata es una especie de pez de la familia Characidae en el orden de los Characiformes.

## Morfología
Los machos pueden llegar alcanzar los 4,2 cm de
longitud total.
- Número de  vértebras: 35.[1]

## Hábitat
Vive en zonas de clima tropical.

## Distribución geográfica
Se encuentran en Sudamérica: Guayana.